# Rádio Svobodná Jugoslávie
Rádio Svobodná Jugoslávie (srbochorvatsky Radio Slobodna Jugoslavija/Радио Слободна Југославија) vysílalo od listopadu 1941 do ledna 1945. Jednalo se o stanici komunistických partyzánů, fungující v rámci radiostanic Kominterny, působících na nacisty obsazených územích. Založeno bylo v Moskvě a jeho ředitelem se stal Veljko Vlahović, jugoslávský komunista, který v Moskvě studoval. Každodenně vysílalo zpravodajství o vývoji válečné situace v srbochorvatštině (později i v makedonštině a několika světových jazycích) a dále partyzánskou propagandu, která měla za cíl zajistit nové sympatizanty, či bojovníky do partyzánských řad.